# Tochuina tetraquetra
Espèce
Tochuina tetraquetra est une espèce de mollusques nudibranches de la famille des tritoniidés.

## Distribution et habitat
T. tetraquetra est présent dans le nord de l'océan Pacifique : au nord du Japon, autour des îles Kouriles, en Alaska et sur la côte californienne. L'espèce vit entre la surface et 30 m environ.

## Description
Il s'agit d'un gros nudibranche qui peut atteindre 300 mm de longueur. Sa coloration varie entre le jaune pâle et l'orangé vif ; de petits tubercules blancs sont présents sur le manteau. Les panaches branchiaux forment une touffe blanche sur les côtés du manteau.